# Condado de Pawnee (Oklahoma)
O Condado de Pawnee é um dos 77 condados do estado norte-americano do Oklahoma. A sede do condado é Pawnee, e a sua maior cidade é Cleveland.
A área do condado é de 1541 km² (dos quais 65 km² são cobertos por água), uma população de 16 612 habitantes, e uma densidade populacional de 11 hab/km² (segundo o censo nacional de 2000). O condado foi fundado em 1897 e recebeu o seu nome em homenagem a partir da tribo ameríndia Pawnee.

## Condados adjacentes
- Condado de Osage (norte)
- Condado de Tulsa (sudeste)
- Condado de Creek (sul)
- Condado de Payne (sudoeste)
- Condado de Noble (oeste)

## Cidades e vilas
- Blackburn
- Cleveland
- Hallett
- Jennings
- Mannford
- Maramec
- Mule Barn
- Oak Grove
- Pawnee
- Quay
- Ralston
- Shady Grove
- Skedee
- Terlton
- Westport